# Phrixothrix pickeli
Phrixothrix pickeli là một loài bọ cánh cứng trong họ Phengodidae. Loài này được Pic miêu tả khoa học năm 1933.